# العصا المفقودة (قصة خيالية)

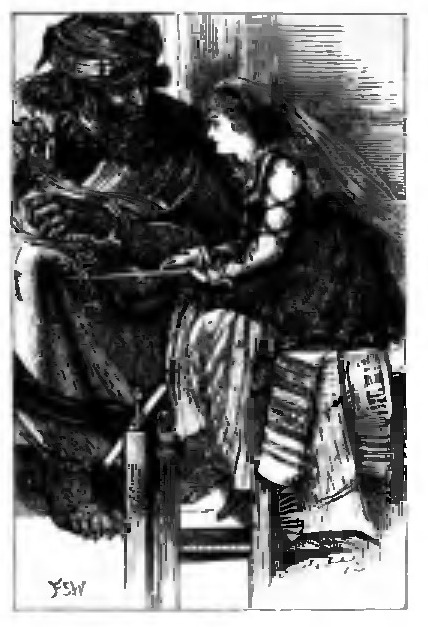
رسم توضيحي من فرانسيس ووكر.

"العصا المفقودة" هي قصّة خيالية كتبتها جان إنجلو. تمّ نشرها لأوّل مرّة في عام 1872 كجزء من The Little Wonder Horn ،   وأعيد نشرها لاحقًا كواحدة من القصص في Wonder-Box Tales في عام 1902.  تدور القصة حول هولدا، وهي فتاة شابة محظوظة في النّرويج تحصل على فرصة تحقيق أمنية بعد العثور على خاتم في شريحة الكعكة الخاصّة بها.

## الملخص
بعد العثور على خاتم سحري في شريحة الكعكة الخاصّة بها، تُمنح "هولدا" الفرصة لتحقيق أمنية. تظهر جنيّة من الزّهرة الموجودة أعلى الكعكة، وتخبر هولدا أنّها ستعطيها أيّ شيء تريده. غير مدركة لما ستجلبه رغبتها، طلبت عصا الجنّية. بعد تسليم هولدا عصاها الذّهبية الجميلة، تمّ تجريد الجنية من قواها وسيتم احتجازها في النّهاية بناءً على إرادة عدوها إذا لم تسترد العصا يومًا ما. ولم يكن من الممكن إعادتها على الفور، وكان لا بدّ أن تكون في يوم منتصف الصّيف. حتّى ذلك الحين، طلبت الجنّية من هولدا أن تبقيها آمنة لها أثناء رحيلها. مرّت الأيّام ولم تعد الجنّية أبدًا، ممّا جعل هولدا تعتقد أنّ الجنيّة قد ماتت. ثمّ قام ضيف غير شريف بزيارة هولدا وأقنعها باستبدال العصا بقطعة من مجوهراته الجميلة. بعد استبدال العصا بسوار بمشبك طائر، أدركت هولدا أنّ زائرها كان في الواقع جنوم البائع المتجول. كان القزم هو العدو الّذي كانت الجنيّة قلقة بشأنه؛ بالعصا الّتي بحوزته سيجعل الجنيّة عبدةً له. أدركت هولدا أنّها ارتكبت خطأ، ولم تهدأ حتّى استعادت العصا الذّهبية وأعادتها إلى الجنيّة. لم تعد للجنيّة قوّتها فحسب، بل أنقذت حياتها أيضًا. 

## التاريخ والأصل
تمّت كتابة قصة "العصا المفقودة" في منتصف القرن التّاسع عشر. تأثّر الكثير من أدب إنجلو بكتابات لويس كارول وجورج ماكدونالد. كُتبت قصصها خصيصًا للأطفال، وليس لتعليم درس؛ ولكن من باب التّرفيه والذي كان مفهومًا جديدًا نسبيًا خلال هذه الفترة الزّمنية.

## الشخصيات

### هولدا
هولدا هي فتاة صغيرة من النّرويج انقلب عالمها رأسًا على عقب بعد أن حصلت على أمنية من الجنيّة. بعد حصولها على رغبتها، ندمت على تحقيقها. تقضي السّنوات القليلة التّالية من حياتها في محاولة التّراجع عما طلبته. إنّ موقفها الشّجاع الحقيقي هو ما يساعدها في النّهاية على القبض على العدو وتخليص الجنيّة من رغبة هولدا المؤسفة.

### الجنية
سبب وجود الجنيّة هو تحسين حياة البشر، وهو ما تفعله من خلال منحهم أمنية واحدة. بعد أن قامت فتاةٌ صغيرةٌ هولدا برغبة مؤسفة، يتمّ تجريد الجنيّة من قواها واحتجازها بناءً على إرادة عدوّها وتختفي. لكن نظرتها المفعمة بالأمل للموقف هي التّوجيه الّذي احتاجته الفتاة الصغيرة هولدا لاستعادة ما فقدته من أجل الجنيّة.

### البائع المتجول (جنوم)
جنوم هو مخلوق مغطى بالتّراب والمواد الأرضية. على الرّغم من أنّه تنكّر بزيّ "البائع المتجوّل"، إلّا أنّه كان لا يزال العدوّ المعروف للجنية. كادت طرقه الشّريرة والمخادعة أن تجرد الجنيّة من قواها إلى الأبد. نواياه السّيئة لم تمر دون عقاب. في النّهاية، دائمًا ما ينجح أولئك الّذين لديهم اللطف.